# Parque natural nacional de Derman-Ostroh
El Parque natural nacional Derman-Ostroh (en ucraniano: Дермансько-Острозький національний природний парк) se asienta en un valle fluvial que separa el borde sur de las tierras bajas de Polonia y el borde norte de las tierras altas de la meseta de Podolia en el noroeste de Ucrania. El terreno es una mezcla de bosque de pinos y robles y pantanosas tierras bajas de varios ríos. El parque se encuentra en los distritos administrativos (raión) de Zdolbuniv y Ostroh, en la región más meridional del óblast de Rivne.

## Topografía
El parque está distribuido en veintidós secciones a lo largo del valle del río Zbytynka, que corre de oeste a este entre la cordillera Mizotsky (una parte de las tierras altas de Volhynian al norte) y las montañas Kremenets (al sur). El parque está a solo unos kilómetros al noreste del Parque natural nacional de las Montañas Kremenets y a unos cinco kilómetros al oeste de la ciudad de Ostroh. El valle tiene solo tres a ocho kilómetros de ancho, y el terreno elevado que lo rodea está solo a unos pocos cientos de metros sobre el suelo del valle. El fondo del valle en sí es principalmente un mosaico aluvial formado por llanuras fubliales anegadas, terrazas y dunas arenosas.
Los sectores individuales del parque incluyen:
- Reserva Bushchansky, un complejo de bosques de alisos y pinos, y pantanos de juncos.
- Reserva Ornitológica de Zbitensky, un humedal protegido reservado para la cría de aves.
- Mizotsky Ridge (Reserva), una reserva geológica.
- Llanura aluvial del río Zbytenka (Reserva), una reserva botánica protegida, con importancia cultural local.
- Olhava (Reserva), un bosque mixto de coníferas y árboles de hoja caduca.
- El bosque «Budka», con plantas raras y medicinales.
- Monumento «Zinkiv Stone», un bosque mixto en el lado de las montañas Kremenets, con afloramientos rocosos.
- Monumento «Turova's grave», un tramo de bosque mixto de carpes y pinos, con un castaño de 400 años y un tilo de 300 años.

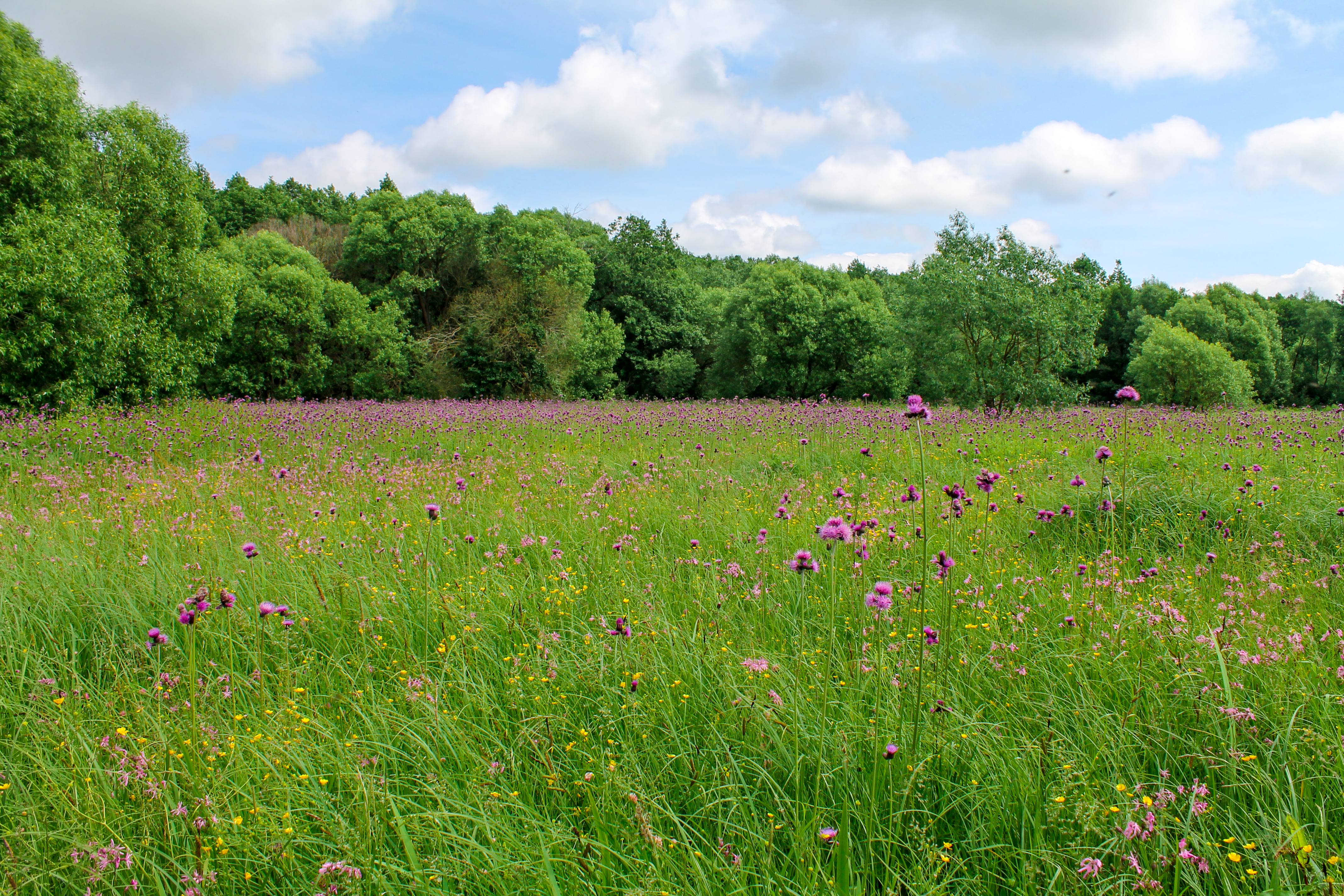
Reserva natural Bushchansky

## Clima y ecorregión
El clima del parque es Clima continental húmedo, con verano cálido (clasificación climática de Köppen (Dfb)). Este clima se caracteriza por grandes diferencias estacionales de temperatura con veranos cálidos e inviernos fríos y nevados. Todas las áreas del parque se encuentran en la franja de bosques caducifolios de la ecorregión de bosque mixto de Europa Central.

## Flora y fauna

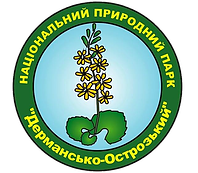
Logo del parque

Aproximadamente el 50 % de la región está cubierta de bosques, predominantemente de pino y roble; también hay pequeñas zonas de hayas y abetos. El pantano de Bashchansky en el parque tiene la vegetación típica de los pantanos de las tierras bajas y es uno de los pantanos carbonatados más orientales de Europa Central.

## Uso público
Un sendero ecológico educativo de 6.5 km se extiende desde la ciudad de Busha en la cresta norte, hacia el sur a través del valle y hasta una prominencia rocosa. También hay un ecotrail de 38 km que corre a lo largo del río Zbytinka y un sendero para bicicletas de 65 km que rodea el parque. Hay hoteles y resorts cercanos para pernoctaciones.